# Ladies y Lords (fenómeno viral)
En México, los términos «ladies» y «lords» se utilizan para referirse a una persona que se ha hecho viral por sus actitudes discriminatorias y el creerse con derecho a exigir más de lo apropiado. En sus inicios, este fenómeno se aplicaba para quienes pertenecían a la parte alta de la sociedad mexicana y eran caucásicos, pero con el tiempo, se comenzó a tíldar de ladie/lord a cualquier persona con independencia de su clase o raza.
Estos vídeos suelen usarse como una forma de denunciar injusticias sociales mediante el uso de hashtags.

## Origen y uso del término
El fenómeno tiene sus origenes en 2011 en redes sociales como Twitter y Facebook. En agosto de ese año, se hizo viral un video en el que aparecen dos mujeres agrediendo verbal y físicamente a un polícia en la colonia Polanco de la Ciudad de México al llamarlo «asalariado». Las dos mujeres fueron identificadas como Azalia Ojeda Díaz y Vanessa Polo, quienes fueron apodadas como las «Ladies de Polanco», siendo este el primer caso en el que el término ladie se comenzó a usar entre los internautas mexicanos para denunciar el clasismo.
Mariluz Garay, profesora de Comunicación en la Universidad Nacional Autónoma de México (UNAM), explica que el fenómeno de ladies/lords forma parte de un «prejuicio social o de un resentimiento de clase. El hecho de que las llamen así es porque los asocian con personas de clase alta con mucho poder y con estos adjetivos le dan un toque irónico al suceso».
Durante la pandemia de COVID-19 que había azotado a la República, el fenómeno se utilizó para criticar, además de su uso orignal, a aquellas personas que incumplían con las normas sanitarias.

## Ejemplos
Además del mencionado caso de las «Ladies de Polanco», han existido notables ejemplos del fenómeno.
- #LadyProfeco: El 27 de abril de 2013, la hija del entonces titular de la PROFECO Humberto Benítez Treviño, de nombre Andrea, se vio envuelta en un escándalo cuando, al no recibir mesa dentro del restaurante Máximo Bistrot de la colonia Roma, amenazó a la dueña con enviar inspectores para cerrar dicho establecimiento. La procuraduría, saltándose todos los protocolos, atendió de forma inmediata la petición y clausuró el establecimiento ese mismo día. El incidente provocó la destitución de su padre.

- #LordFerrari: El empresario Alberto Sentíes fue señalado por ordenar a su escolta golpear a otro conductor en plena vía pública. El hecho fue grabado y difundido ampliamente, y en referencia al coche en el que Senties manejaba, recibió el apodo de «Lord Ferrari».

## Críticas
El fenómeno ha generado un debate sobre el clasismo, el abuso de poder y la cultura de la burla en México, que no ha estado exenta de críticas. Algunos lo ven como una forma de justicia social, pero otros señalan que puede fomentar una cultura de linchamiento mediático y que rara vez resulta en acciones legales o cambios estructurales.